# Dinitrate de triéthylène glycol
Le dinitrate de triéthylène glycol (TEGDN, pour triethylene glycol dinitrate en anglais) est un composé chimique de formule O2NOCH2CH2OCH2CH2OCH2CH2ONO2. Ce liquide huileux de couleur jaune pâle, assez semblable à la nitroglycérine O2NOCH2CH(ONO2)CH2ONO2, est un diester nitrique du triéthylène glycol HOCH2CH2OCH2CH2OCH2CH2OH.
Il est souvent utilisé avec le trinitrate de triméthyloléthane CH3C(CH2ONO2)3 comme plastifiant énergétique dans la fabrication d'explosifs ainsi que d'ergols solides en astronautique.